# Teoria das inteligências múltiplas
Denomina-se inteligências múltiplas à teoria desenvolvida a partir da década de 1980 por uma equipe de investigadores da Universidade de Harvard, liderada pelo psicólogo Howard Gardner, buscando analisar e descrever melhor o conceito de inteligência.
Gardner afirmou que o conceito de inteligência, como tradicionalmente definido em psicometria (testes de QI) não era suficiente para descrever a grande variedade de habilidades cognitivas humanas. Desse modo, a teoria afirma que uma criança que aprende a multiplicar números facilmente não é necessariamente mais inteligente do que outra que tenha habilidades mais forte em outro tipo de inteligência. A criança que leva mais tempo para dominar uma multiplicação simples, (a) pode aprender melhor a multiplicar através de uma abordagem diferente; (b) pode ser excelente em um campo fora da matemática; ou (c) pode até estar a olhar e compreender o processo de multiplicação em um nível profundo. Neste último exemplo, uma compreensão mais profunda pode resultar em lentidão que parece (e pode) esconder uma inteligência matemática potencialmente maior do que a de uma criança que rapidamente memoriza a tabuada, apesar de uma compreensão menos detalhada do processo de multiplicação.
A teoria recebe reações mistas da comunidade científica. Muitos psicólogos consideram que existem diferenças entre os conceitos de inteligência, que não são suportados pela prova empírica. É criticada por alguns, como Perry D. Klein, por ser uma teoria não falseável. Já Linda Gottfredson, uma das críticas, afirma que a teoria é bastante atrativa por sugerir que "todos podem ser inteligentes" de alguma forma, o que pode enviesar o estudo do tema.

## Critérios
Foram utilizados os seguintes critérios para uma classificação dos fatores constituintes da inteligência ou habilidades humanas:
- Potencial prejuízo com dano cerebral, a exemplo das capacidades linguísticas no Acidente Vascular Cerebral;
- Existência de gênios, ou indivíduos eminentes com habilidades especiais onde se pode observar tal capacidade isolada ou prejudicada;
- Um conjunto de operações identificável. A música, por exemplo, consiste da sensibilidade de uma pessoa para a melodia, a harmonia, o ritmo, o timbre e a estrutura musical;
- Uma história de desenvolvimento distintiva para cada indivíduo, junto com uma natureza definível de desempenho especialista;
- Ser possível identificar os passos para atingir tais perícias, uma história evolutiva e plausibilidade evolutiva, a exemplo das formas de inteligência espacial em mamíferos ou inteligência musical em pássaros;
- Testabilidade, a exemplo dos testes psicológicos, distinções psicométricas susceptíveis de confirmação e retestagem com múltiplos instrumentos;
- Suscetibilidade para ser codificada em um sistema de símbolos. Códigos como idioma, aritmética, mapas e expressão lógica, entre outros.

## As inteligências
Estabelecidos os critérios acima, a pesquisa identificou e descreveu sete tipos de inteligência nos seres humanos, e, no início da década de 1980, obteve grande eco no campo da educação. Posteriormente foram acrescentadas à lista original as inteligências de tipo "naturalista" e "existencial":

### Lógico-matemática
A capacidade de confrontar e avaliar objetos e abstrações, discernindo as suas relações e princípios subjacentes. Habilidade para raciocínio dedutivo e para solucionar problemas matemáticos. Cientistas possuem esta característica. Caracterizados pelo gosto e pela competência na interpretação e na categorização dos fatos e da informação, no cálculo, no raciocínio lógico e na busca de explicação para tudo. Sentem-se desafiados perante problemas envolvendo raciocínio, que procuram resolver de forma metódica e persistente. Divertem-se ao resolver os “quebra-cabeças” das revistas e dos jornais, entre outros. Era predominante em indivíduos como Albert Einstein, Isaac Newton, Galileu Galilei, Antoine Lavoisier, Louis Pasteur, Niels Bohr e Nikola Tesla.

### Linguística
Caracteriza-se por um domínio e gosto especial pelos idiomas e pelas palavras e por um desejo em os explorar. É predominante em poetas, escritores, e linguistas, como T. S. Eliot, Noam Chomsky, J. R. R. Tolkien, W. H. Auden, Fernando Pessoa, Machado de Assis, Haruki Murakami e Júlio Verne.

### Musical
Identificável pela habilidade para compor e executar padrões musicais em termos de ritmo e timbre, mas também escutando-os e discernindo-os. Pode estar associada a outras inteligências, como a linguística, espacial ou corporal-cinestésica. É predominante em compositores, maestros, músicos e críticos de música, como por exemplo Ludwig van Beethoven, Leonard Bernstein, Midori Goto, John Coltrane, Mozart, Maria Callas, Luís Miguel, Michael Jackson e Paul McCartney.

### Espacial
Expressa-se pela capacidade de compreender o mundo visual com precisão, permitindo transformar, modificar percepções e recriar experiências visuais até mesmo sem estímulos físicos. É predominante em arquitetos, artistas, escultores, cartógrafos, geógrafos, navegadores e jogadores de xadrez, como por exemplo Alexander von Humboldt, Michelangelo, Frank Lloyd Wright, Garry Kasparov, Louise Nevelson, Helen Frankenthaler, Oscar Niemeyer, Marco Polo.

### Corporal-cinestésica
Traduz-se na maior capacidade de controlar e orquestrar movimentos do corpo. É predominante entre atores e aqueles que praticam a dança ou os esportes, como por exemplo Ronaldo, Kaká, Marcel Marceau, Martha Graham, Michael Jordan, Eusébio, Cristiano Ronaldo, Messi, Sébastien Loeb e Roberto Dinamite.

### Intrapessoal
Expressa na capacidade de se conhecer, é a mais rara inteligência sob domínio do ser humano pois está ligada a capacidade de neutralização dos vícios, entendimento de crenças, limites, preocupações, estilo de vida profissional, autocontrole e domínio dos causadores de estresse, entre outros diversos comandos de vida que permite a pessoa identificar hábitos inconscientes e transformá-los em atitudes conscientes. Foi predominante em indivíduos como Ernest Hemingway e Friedrich Nietzsche.

### Interpessoal
Expressada pela habilidade de entender as intenções, motivações e desejos dos outros. Encontra-se mais desenvolvida em políticos, religiosos e professores, como por exemplo Mahatma Gandhi, John F. Kennedy e Silvio Santos.

### Naturalista
Traduz-se na sensibilidade para compreender e organizar os objetos, fenômenos e padrões da natureza, como reconhecer e classificar plantas, animais, minerais, incluindo rochas e gramíneas e toda a variedade de fauna, flora, meio ambiente e seus componentes. É característica de biólogos, geólogos, mateiros, por exemplo. São exemplos deste tipo de inteligência Charles Darwin, Rachel Carson, John James Audubon, Thomas Henry Huxley.

### Existencial
Investigada no terreno ainda do "possível", carece de maiores evidências. Abrange a capacidade de refletir e ponderar sobre questões fundamentais da existência. Seria característica de líderes espirituais e de pensadores filosóficos como por exemplo Jean-Paul Sartre, Søren A. Kierkegaard, Alvin Ailey, Margaret Mead, Papa Francisco e Dalai Lama.

## Trajetória da teoria
Gardner iniciou a formulação da ideia de "inteligências múltiplas" com a publicação da obra "The Shattered Mind" (1975). Mais tarde, conceituou a inteligência como "um potencial biopsicológico para processar informações que pode ser ativado num cenário cultural para solucionar problemas ou criar produtos que sejam valorizados numa cultura".
Em um processo mais recente de revisão de sua teoria, Gardner acrescentou a "Inteligência Naturalista" à lista original. O mesmo não ocorreu com a chamada "Inteligência Existencial" ou "Inteligência Espiritual". Embora o autor se sinta interessado por este nono tipo, conclui que "o fenômeno é suficientemente desconcertante e a distância das outras inteligências suficientemente grande para ditar prudência - pelo menos por ora" – concluiu na sua obra "Inteligência: um conceito reformulado" (2001).
Gardner sustenta que as inteligências não são objetos que possam ser quantificados, e sim, potenciais que poderão ser ou não ativados, dependendo dos valores de uma cultura específica, das oportunidades disponíveis nessa cultura e das decisões pessoais tomadas por indivíduos e/ou suas famílias, seus professores e outros.

## Testando as inteligências múltiplas
Embora seja comum no meio acadêmico desejar quantificar a inteligência (os testes de Q.I. são um exemplo), Gardner desaprova tais ideias e não propõe nenhum método para quantificar as inteligências múltiplas. Isto, porém, não impede outros teóricos de formularem testes.
Alguns pesquisadores buscam medir as inteligências múltiplas através de perguntas simples permeando cada conceito de cada inteligência e definindo no que o analisado tem aptidão ou bloqueio. O mais comum é que pessoas tenham uma das inteligências superior às outras, grande parte em nível médio e uma ou duas inteligências fracas.[carece de fontes?]

## Exemplos
Dois exemplos de pessoas com inteligência pessoal altamente desenvolvida são Carl Jung e Virginia Woolf:
- Carl Jung: psiquiatra e psicólogo suíço que nasceu no final do século XIX. Investigou e analisou suas próprias emoções e sentimentos para elaborar teorias baseadas no autoconhecimento. Realizou grandes contribuições no campo da psicologia que ainda são aplicadas atualmente.
- Virginia Woolf: escritora inglesa do século XX. Escreveu sobre a análise das suas emoções e sentimentos, realizando reflexões sobre o seu mundo interior para entender melhor a si própria.